# Beilschmiedia thomaea
Beilschmiedia thomaea là loài thực vật có hoa trong họ Nguyệt quế. Loài này được Benth. & Hook.f. miêu tả khoa học đầu tiên năm 1880.